# Autoroute A19 (Francia)
L’autoroute A19 è un'autostrada francese.